# Jesús Ortiz (entrenador)
Jesús Alejandro Ortíz Parra (San Cristóbal, Estado Táchira, Venezuela; 3 de septiembre de 1987) es un entrenador de fútbol venezolano que actualmente dirige al Estudiantes de Mérida Fútbol Club de la Primera División de Venezuela.

## Trayectoria

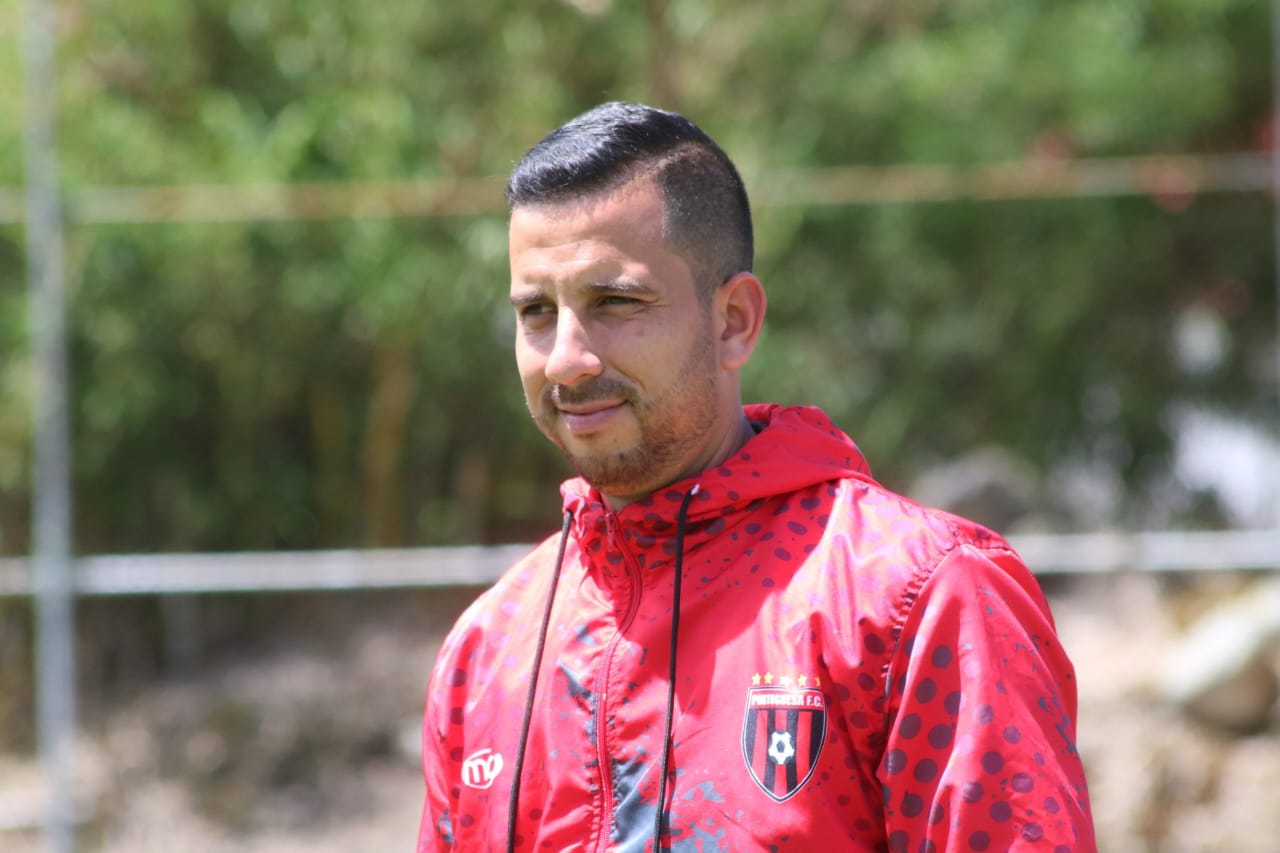
no

Oriundo de San Cristóbal, Estado Táchira, Profesor de Educación Física deporte y recreación  egresado de la UPEL Rubio,  Ortíz inició su carrera en las escuelas locales antes de incorporarse a las categorías inferiores del Deportivo Táchira. En septiembre de 2015, dejó el club para unirse a una gran cantidad de compatriotas en el lado libanés Salam Zgharta FC.
Ortíz regresó a su país de origen y al Táchira en 2016, luego trabajó en Mineros de Guayana antes de regresar nuevamente al club en 2019. El 14 de marzo de 2022 fue nombrado entrenador de las categorías inferiores del ACD Lara.
El 28 de julio de 2022, Ortíz fue nombrado director interino del ACD Lara, tras la dimisión de Eduardo Saragó. El 9 de agosto, fue nombrado gerente de forma permanente.
El 1 de marzo de 2023, cuando al ACD Lara se le negó la licencia para jugar en la temporada 2023 de la máxima categoría, Ortíz reemplazó a Martín Brignani al frente del Portuguesa Fútbol Club.